# Merszinj vára
Merszinj vára (horvátul: Mrsinj-grad), egy középkori várrom Horvátországban, a Lika-Zengg megyei Korenica határában. 

## Fekvése
A falu feletti hegylánc gerincén 1097 méteres magasságban találhatók a vár romjai.

## Története
A vár építésének pontos ideje nem ismert, de valószínűleg még a kora középkorban, a várjobbágyság felbomlása idején a korenicsánoknak nevezett korenicai nemzetségekhez tartozó szabad emberek építhették. Később a Kurjákovicsok szerezték meg a merszinji birtokot, majd a család egyik ága nemesi előnévnek is felvette a vár nevét. Merszinjt a Kurjákovicsok 1527-ig, a török hódításig birtokolták. A törökök még egy ideig tartottak benne őrséget, sőt 1530-ban még meg is újították, mint ahogy arról Tuskanics András, knini püspök is beszámol. Ezután a várról nem esik több említés, így feltehetően a túlságosan is nehezen megközelíthetővé vált várat elhagyták. 

## A vár mai állapota
A várat egy központi védőtorony uralta, amit egy azonos minőségre épített, 70-100 cm vastag fallal vettek körbe. A falakat faragott kőtömbökből, gondosan építve emelték. A várudvaron egy íves oldalú építmény, talán ciszterna maradványa található. A vár platójának többi oldalát meredek sziklafal határolja. A toronytól egy fal haladt északnak, amelyből mára csak egy csonk maradt. A fal végénél, egy nagyméretű, vastag falú és kerek építmény található, ami egykor védőtoronyként is működhetett, mivel a vár innen volt a leginkább támadható. A vár udvara több teraszszerű terepalakulattal emelkedik nyugatnak. A vár északi és nyugati oldalán már semmilyen maradvány nem látható. A nyugati falat, az itt található sziklák felhasználásával alakíthatták ki. A várplató déli peremén, a délnyugati saroktól kezdve, egy ma is jól követhető fal haladt el, melynek belső oldala mentén, az itt látható süppedések alapján, egy épületsor húzódhatott. A fal külső oldaláról, a feltételezhető falszorost ellenőrizhették.